# Calvin Klein (diseñador)
Calvin Richard Klein (Nueva York; 19 de noviembre de 1942) es un diseñador de moda estadounidense; fundador, junto con Barry K. Schwartz, de la compañía Calvin Klein Ltd. en 1968.

## Biografía
Fue criado en una comunidad inmigrante de judíos húngaros por parte del padre y austriacos no judíos por parte de la madre (nacida Graf), se graduó en el New York's Fashion Institute of Technology en 1962.
En 1968 trabajó y adquirió experiencia en Nueva York, al vender abrigos en la Séptima Avenida y revolucionó la moda de la década de 1990 con sus creaciones minimalistas y exentas de adornos superfluos, lo cual representa al hombre y mujer modernos,

## Calvin Klein Incorporated
Creó en 1968 su propia firma llamada Calvin Klein Limited. En 1993 fue ganador del Council of Fashion Designers of America Award por sus colecciones masculinas y femeninas. Su primera campaña fue con Brooke Shields, quien lucía sus vaqueros con la frase "nada se interpone entre yo y mis Calvin Jeans".
El éxito de Klein dentro de la industria de la moda fue el lanzamiento de su primera línea de pantalones de mezclilla en los 70.
La compañía Calvin Klein es conocida por sus llamativos anuncios y ha sido acusada por varias organizaciones conservadoras[¿cuál?] por usar modelos aparentemente menores de edad en poses semiprovocativas.
Además de la ropa, Klein otorgó su nombre a una línea de perfumes, que incluyen las fragancias unisex "CK One" y "CK Be", las cuales son ahora propiedad de Unilever. Al igual que su moda, los perfumes de Calvin expresan los elementos básicos del espíritu.
De la sofisticación de su colección de fragancias "Obsession", "Eternity", "Escape" y "Contradiction", al moderno "CK One" y "CK Be", de Klein, personalizan al hombre y a la mujer modernos.

## Vida privada
Ha tenido dos matrimonios: su primera esposa fue Jayne Centre, una compañera de estudios, con quien estuvo casado desde 1964 hasta 1974; su segunda esposa fue la socialite Kelly Rector, con quien estuvo casado entre 1986 y 2006. Tiene una hija del matrimonio con Jayne Centre llamada Marci Klein, quien ha sido productora de los programas de la NBC, Saturday Night Live y 30 Rock.
En 2010 asistió a varios eventos sociales en Nueva York y Los Hamptons en compañía de su novio, Nick Gruber. La relación duró hasta enero de 2012, pero se reunieron tres meses después, cuando Gruber fue arrestado por portar cocaína. En esa ocasión, Klein lo apoyó con un tratamiento de rehabilitación.